# 伊斯兰法学原理
伊斯兰法学原理(英语: Principles of Islamic jurisprudence)，中文阿拉伯语译名吴苏尔·菲克 (阿拉伯语：‎)，是对伊斯兰法律依据所依据的起源，来源和原则的研究和批判性分析。
其主要内容包括有
- 一般证据和原则 (adillah ijmalliya wa al-qawaid)
- 冲突和争议的解决 (ta'deel wa tarjeeh)
- 规则的确定及规则的通过 (ijtihad wa taqlid)
- 伊斯兰法 (hukm shari)